# سیگتونا
شهر سیگتونا (به سوئدی: Sigtuna) در ناحیه شهری سیگتونا در کشور سوئد واقع شده‌است. جمعیت این شهر ۱۸۲۳٫۵۷  نفر است.

## نگارخانه

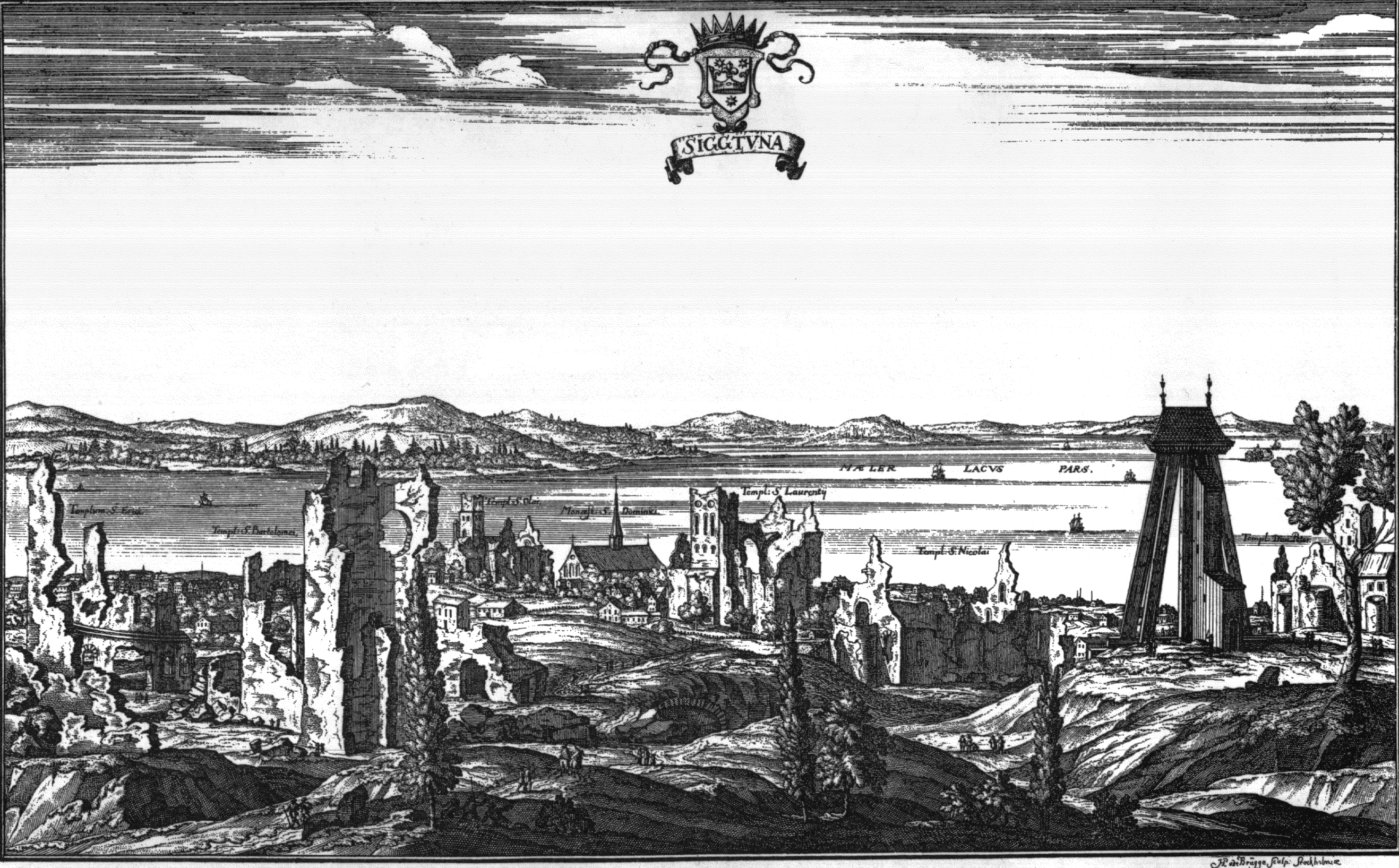